# Hassan Ahamada
Pour les articles homonymes, voir Ahamada.
Hassan Ahamada, né le 13 avril 1981 à Brest (Finistère), est un footballeur français d'origine comorienne. 
Son père Ali Ahamada est un ex-international malgache qui a joué au Stade brestois dans les années 1970.

## Biographie

### Enfance et débuts en Bretagne
Hassan Ahamada effectue ses premiers dribbles sur les trottoirs de son quartier de Brest de la Cavale-Blanche. Enfant, Hassan rêve de tatami et kimono lorsque son père l'inscrit à l'école de football de l'AS Cavale-Blanche, club qui jouxte le domicile familial. Employé à l'arsenal de la ville, son père Ali a joué comme semi-professionnel au poste de stoppeur en deuxième division sous les couleurs du Stade brestois entre 1972 et 1976. Accroché aux basques de son père, Hassan à six ans lorsqu'il enfile son premier maillot officiel. Fils unique, il évolue comme milieu de terrain. Sa réputation de bon joueur dépasse rapidement les limites du quartier.
Pour progresser, Hassan intègre l'équipe des moins de 13 ans du Stade brestois et se met rapidement en valeur. Il évolue régulièrement au sein des sélections locales du Finistère-Nord puis de Bretagne. Le Brestois franchit un palier supplémentaire dans la catégorie des moins de 15 ans. Plusieurs clubs professionnels se manifestent avec des propositions concrètes. Ahamada effectue un stage au Stade rennais puis visite les centres de formation de l'AJ Auxerre et de l'AS Monaco avec son père avant que le FC Nantes ne l'invite à son tour. « J'ai choisi Nantes car les installations me plaisaient. En plus, je savais que beaucoup de jeunes joueurs sortaient de la pépinière ».
En 1996, Hassan Ahamada quitte le cocon familial direction la Jonelière. Il adopte vite le rythme de pensionnaire et se découvre de nouveaux amis en effectuant une troisième année chez les moins de 15 ans. Bientôt il honore sa première sélection contre l'Allemagne avant de s'installer définitivement chez les petits Bleus. Dans la catégorie des moins de 16 ans, il manque la phase finale de l'Euro 1998 de la catégorie et doit rebondir avec les moins de 17 ans nantais. Repositionné attaquant, Hassan avale une première saison satisfaisante avant de se relâcher en deuxième année. Il abandonne ses études (1re STT) et se découvre une vie de noctambule. Ses performances sont en dessous et les pépins musculaires se succèdent, il est sanctionné. L’ancien brestois corrige le tir, travaille dur puis intègre l'équipe de CFA 2 avant de boucler la saison avec l'équipe réserve. Sur le point de partir en vacances d'été avec ses amis, l'entraîneur de l'équipe B lui annonce qu'il fera la rentrée de juin 1999 avec l'équipe professionnelle.

### Professionnel avec le FC Nantes (1999-2005)
Le 19 juin 1999, Hassan Ahamada est à l'heure à la Jonelière pour la reprise, surpris d'obtenir sa chance si tôt. Lors du stage de pré-saison en Autriche, il souffre physiquement et commence à trouver ses marques lors des matchs amicaux. Le 31 juillet, lors de la première journée de championnat, il fait partie du groupe contre Le Havre. À la 79e minute de jeu, Denoueix sort Da Rocha et Ahamada saisit sa chance pour une première victoire (1-0). Le 18 janvier 2000, il signe son premier contrat professionnel sans attendre la fin de sa première saison de contrat Espoir. Il gagne définitivement sa place dans le groupe et, souvent remplaçant, dispute dix-sept matchs de D1, découvre la Coupe de l'UEFA ainsi qu'une épopée en Coupe de France. Le 15 avril, il doit pourtant renoncer à une fin de saison qui s'annonce prometteuse. Victime d'une déchirure musculaire à la cuisse contre l'OM, il est privé de la finale de Coupe nationale et assiste à la victoire des Canaris depuis les tribunes du Stade de France.
L'attaquant nantais se repose pour mieux rebondir lors du Championnat d'Europe des moins de 18 ans. Élément-clé de la sélection (17 sélections) il est un des leaders du groupe de Jacques Crevoisier. Après la victoire en finale contre l'Ukraine, de nombreux recruteurs étrangers viennent à sa rencontre mais Ahamada préfère continuer du côté de Nantes.
Ne parvenant pas à se faire durablement une place au sein de son club formateur, il est prêté à l'été 2002 au SC Bastia. Sa saison débute bien, mais, malheureusement pour lui, une pubalgie récurrente y met un terme prématuré. Il revient donc en Loire-Atlantique, où il ne sera jamais considéré comme un titulaire à part entière. En délicatesse avec le public nantais lors de la saison 2004/05, il ne joue plus qu'à l'extérieur avant de quitter définitivement le club lorsque son beau-père, entraîneur, Loïc Amisse, est limogé. 

### Entre France et étranger (2005-2013)
Après 18 mois d'exil dans le championnat portugais, à Beira Mar puis à Belenenses, Hassan cherche à revenir en France ; il trouve Châteauroux, en Ligue 2. Il réalise une saison correcte mais est laissé libre à l'été 2007. 
Il ne signe son contrat suivant qu'en octobre de cette même année, avec le club émirati d'Hatta Club, pour une saison.
En juin 2008, il revient en Bretagne, relever le défi du maintien en Ligue 2 avec le promu vannetais. Malheureusement il se blesse en amical, et ne jouera aucun match officiel.
Lors de la saison 2009-2010, il retourne aux Émirats dans son ancien club Hatta Club alors en D2. Il quitte le club et signe dans un autre club de Division 2 émirati Dibla Al Hissn.
En 2010 il annonce la fin de sa carrière professionnelle.
Le 31 janvier 2012, le club de l'USJA Carquefou (CFA) annonce la signature du milieu offensif qui reprend donc la compétition après plus d'un an d'arrêt. Après deux saisons passées à Carquefou, il arrête définitivement sa carrière en 2013.

### Reconversion (depuis 2013)
Lors de sa première saison de retraite, il travaille dans le staff de Denis Renaud, avec pour mission d'observer les adversaires de Carquefou.
Il entraîne une équipe amateurs dans la région de Nantes.

## Style de jeu
Ahamada est un attaquant explosif doté d'une bonne technique en mouvement pouvant évoluer aussi comme milieu droit et gauche.

## Statistiques
Coupes d'Europe :
- 7 matchs et 1 but en Ligue des Champions
- 7 matchs et 1 but en Coupe de l'UEFA
- 6 matchs et 1 but en Coupe Intertoto

Championnats :
- 80 matchs et 5 buts en Ligue 1
- 24 matchs et 3 buts en Ligue 2
- 35 matchs et 4 buts en 1re division portugaise

## Palmarès
- 2000 : Champion d'Europe des moins de 18 ans
- 2000 : Vainqueur de la Coupe de France avec le FC Nantes
- 2001 : Champion de France avec le FC Nantes
- 2004 : Finaliste de la Coupe de la Ligue de football avec le FC Nantes